# 德賢路
德賢路（Desian Rd.）為高雄市楠梓區的東西向道路，起端為德祥路，末端銜接惠民路，因道路周邊鄰近楠梓加工區、國立高雄科技大學楠梓校區，生活機能完善形成德賢商圈。

## 行經行政區域
- 楠梓區

## 沿線設施
（由東至西）
- 7-ELEVEN日星門市
- 麻古茶坊楠梓德賢店
- 咖啡深藏楠梓德賢店
- OPPO高雄楠梓德賢體驗店
- 可不可熟成紅茶德賢店
- 仁愛眼鏡德賢店
- 新高橋藥局德賢店
- 茶湯會德賢店
- 烏弄楠梓德賢店
- 清心福全楠梓德賢店
- 茶的魔手德賢店
- 7-ELEVEN德祥門市
- 寶雅楠梓德賢店
- 寶島眼鏡楠梓德賢店
- 大苑子楠梓德賢店
- 迷客夏高雄德賢店
- 胖老爹美式炸雞高雄楠梓德賢店
- 全家便利商店高雄東賢店
- 多那之高雄德賢門市
- 康是美德賢門市
- 翠屏里活動中心
- 全聯福利中心德賢店
- 亞太電信楠梓德賢特約中心
- 7-ELEVEN德賢門市

## 公共自行車
- 高雄市公共自行車租賃系統：
  - 德賢德惠路口西北側：德賢路/德惠路口(西北側人行道)

## 相關連結
- 高雄市主要道路列表